# Nora (isla)
Nora (también escrito: Norah) es la segunda isla más grande del archipiélago de Dahlak, en el país africano de Eritrea. Tiene una superficie de 105 km² y se ubica en las coordenadas geográficas 16°03′0″N 40°03′26″E / 16.05000, 40.05722. Administrativamente pertenece a la Región (zoba) de Semenawi Keyih Bahri (Costa Norte del Mar Rojo).

## Data
Please use these data and references for this Island to translate to your language:
- Length 17.0 km and width 16.3 km, also correct coordinates.[2]
- Área 105.15 km²[3]
- Height: 37 meters (in the Northeast[4]
- Population: 373 People in 66 households (as of 2009)[5]
- Language: Dahalik like on the other two inhabited Islands Dahlak Kebir and Dehil (Dohul):[6]
- Principal village: Nora[7]
- Please note: islands.unep.ch Archivado el 24 de septiembre de 2013 en Wayback Machine. is wrong, confusing Nora and Nahaleg
- Please note: World of Islands is wrong, copying presumed Nahaleg data (which are really Nora data) from islands.unep.ch